# دیوید دیدا
دیوید دیدا (به انگلیسی: David Deida) متولد ۱۸ مارس ۱۹۵۸ آمریکا. نویسنده، سخنران، استاد دانشگاه و روانشناس آمریکایی بوده که به دلیل برخی اظهار نظرهای جنجالی خود در رابطه با «روابط انسانها»، «هستی‌شناسی» و «خداشناسی» مورد انتقاد بسیاری قرار گرفته و از همین رو طرفداران بسیاری نیز پیدا کرده. بحث برانگیزترین و پرطرفدارترین کتابهای وی که با موضوع «معنویت و روابط انسانی» تاکنون چاپ شده‌اند، کتاب راه مرد برتر (The Way of the Superior Man)، جستجوی خدا در میان سکس (Finding God Through Sex)، حقیقت آبی (Blue Truth) و همچنین رمان شبهای وحشی (Wild Nights) هستند. در این بین کتاب راه مرد برتر موفقترین و پرفروشترین کتاب دیدا به‌شمار می‌رود که ماه‌ها در صدر ۱۰۰ کتاب پرفروش آمریکا قرار داشت و به بیش از ۲۵ زبان ترجمه شد. دیوید دیدا هم‌اکنون رئیس دانشکده روانشناسی دانشگاه کالیفرنیا آمریکا است.

## زندگی
دیوید دیدا متولد شهر کلیولند ایالت اوهایو، آمریکا است. نام اصلی او دیوید گرینبرگ بوده، وی در جوانی نام فامیلی خود را به دیدا تغییر داد. دیدا توانست در ۱۶ سالگی جایزه ملی بهترین نویسنده جوان آمریکایی را از آن خود کند. او در همان سال‌ها مجذوب مسائل روانشناسی و خداشناسی شد و داستان‌های کوتاهی در همین باره برای مجله‌های محلی ارسال می‌کرد. در همین بین دانشکده شندز دانشگاه فلوریدا برای وی دعوت نامه تحصیل در این دانشگاه را ارسال کرد.
در سال ۱۹۸۲ دیدا توانست مدرک لیسانس خود در رشته روان زیست‌شناسی (Psychobiology) که یک رشته نسبتاً ناشناخته و جدید بود را از دانشگاه فلوریدا کسب کند. در همان سال وی در رشته عصب‌شناسی دانشگاه کالیفرنیا پذیرفته شد و در دانشکده پزشکی سن دیگو ادامه تحصیل داد. پایان‌نامه وی به نام «هستی‌شناسی در سیستم عصبی و روابط آن در بعد فضا-زمان» بعدها جزی از مباحث درسی همین رشته شد. دیدا در دانشگاه کالیفرنیا ادامه تحصیل داد و در سال ۱۹۸۹ توانست مدرک دکترای خود را در رشته روانشناسی کسب کند.
اولین کتاب وی با نام «مشارکت خودمانی» در سال ۱۹۹۵ چاپ شد ولی موفقیتی در پی نداشت. کتابی که دیدا را به شهرت جهانی رساند کتاب «راه مرد برتر» بود که در سال ۱۹۹۷ توسط نشر پلکسوس چاپ شد، کتاب به سرعت به بیش از ۲۵ زبان ترجمه شد و ماه‌ها در صدر پرفروشترین کتاب‌های آمریکا قرار داشت. این کتاب به فارسی با نام «پریدن از صخره» توسط موسی مسگرزاده ترجمه و تدوین شده.
جامعه مذهبی آمریکا معتقد بود کتاب «راه مرد برتر» حاوی مطالبی در جهت خداناباوری و توجیه همجنسگرایی می‌باشد و کتاب را مورد انتقاد بسیاری قرار داد و دیدا را متهم به نشر کذب و دروغ گویی کرد. دیدا پاسخی به اتهام‌های کلیسا نداد و تا سال‌ها هیچگونه فعالیتی به جز تدریس نداشت. اما در سال ۲۰۰۴ به مناسبت صدمین چاپ کتاب «راه مرد برتر»، یک ضمیمه با نام «حقیقت تلخ و ساده» به کتاب اضافه نمود و جواب انتقادها را داد. دیدا در سال ۲۰۰۵ در معارفه کتاب جدید خود به نام «جستجوی خدا در میان سکس» گفت که آتئیسم (خداناباور) است. دیدا از همان سال دوباره فعالیت‌های خود را شروع کرد و همزمان در دانشگاه کالیفرنیا آمریکا و دانشگاه سنت خوزه فرانسه شروع به تدریس درسهای روانشناسی و هستی‌شناسی نمود.
در سال ۲۰۰۷ در کنفرانس معروف خودشناسی به همراه آتونی رابینز و دونالد ترامپ روی صحنه رفت که شروعی بر فعالیت سخنرانی وی بود.
تونی رابینز در نکوهش کتاب راه مرد برتر (کتاب پریدن از صخره) گفته: در حین خواندن کتاب حس می‌کردم که آرزوهایم در حال برآورده شدن هستند، آرزوهایی که می‌خواستند برآورده شوند.
نیویورک تایمز نیز به مناسبت صدمین تجدید چاپ کتاب تیتر «مسیر رویاپردازی» را برای کتاب انتخاب و به همراه خلاصه کتاب چاپ کرد.

## آثار
- مشارکت خودمانی (Intimate Communion) 1995
- یک چیز مردانه (It's A Guy Thing) 1997
- راه مرد برتر (The Way of the Superior Man) 1997 نشر Plexus
- در انتظار عشق (Waiting to Love) 2001
- جستجوی خدا در میان سکس (Finding God Through Sex) 2005
- عاشق عزیز (Dear Lover) 2005
- حقیقت آبی (Blue Truth) 2005
- سکس روشنفکرانه (The Enlightened Sex Manual) 2005
- رمان شبهای وحشی (Wild Nights) 2005
- لحظه روشنفکری (Instant Enlightenment) 2007